# Beninsko-togoanska granica
Granica Benina i Toga duga je 651 km, a proteže se od tromeđe s Burkinom Faso na sjeveru do Beninskog zaljeva na jugu.

## Opis
Granica počinje na sjeveru na tromeđi s Burkinom Faso. Zatim nastavlja kopnom prema jugozapadu, skreće prema jugoistoku u blizini Grando Namonija, a zatim skreće oštro prema jugu u blizini Gandoa, Benin. Granica zatim ide prema jugu otprilike ravnom linijom, povremeno koristeći rijeke kao što je Ogou i, u najjužnijim dijelovima, Mono. Mont Sokbaro, naširoko citiran kao najviša točka Benina, leži ovdje gotovo na granici. Na krajnjem jugu granica oštro skreće prema zapadu, te dolazi do Atlantskog oceana, osiguravajući Beninu tanak pojas teritorija koji obuhvaća Grand-Popo i Hilakondji.

## Povijest
Tijekom druge polovice 19. stoljeća Francuska je počela stvarati mala trgovačka naselja na zapadnoafričkoj obali. Godine 1851. potpisan je ugovor o prijateljstvu između Francuske i Kraljevine Dahomej u današnjem južnom Beninu, nakon čega je 1863. uslijedilo stvaranje protektorata u Porto-Novu. Kolonija Dahomej (bivši naziv Benina) proglašena je 1894., a kasnije je 1899. uključena u mnogo veću federalnu koloniju Francuske Zapadne Afrike (Afrique occidentale française, skraćeno AOF). U 1880-ima europske sile su se intenzivno natjecale za teritorij u Africi, proces poznat kao "Utrka za Afriku". Njemačka se počela zanimati za stjecanje afričkih kolonija, potpisavši ugovor s poglavicama duž obale modernog Toga u srpnju 1884.; Francuska je priznala tu tvrdnju sljedeće godine. Najjužniji dio granice dogovoren je procès-verbalom 1887., dok je ostatak granice utvrđen francusko-njemačkim protokolom iz srpnja 1897. Detaljniji ugovor o granici dogovoren je u rujnu 1912.
Tijekom Prvog svjetskog rata njemački Togoland su osvojile savezničke snage i podijelile su ga na britanski i francuski mandat. Plebiscitom je Britanski Togoland 1956. uključen u koloniju Gold Coast, koja je sljedeće godine stekla neovisnost kao Gana.  Ostatak teritorija Toga ostao je pod francuskom kontrolom, međutim Francuska je također pokrenula proces dekolonizacije u to vrijeme, što je kulminiralo davanjem široke unutarnje autonomije svim afričkim kolonijama 1958. u okviru Francuske zajednice. Francuski Togoland proglasio je potpunu neovisnost kao Togo 27. travnja 1960., nakon čega je uslijedio Dahomej 1. kolovoza, a njihova međusobna granica postala je međunarodna granica između dviju neovisnih država.

## Naselja uz granicu

### Benin
- Séméhoun-Nanbouli
- Kountouri
- Boukonmbé-Zongo
- Kossokouangou
- Tchoumi-Tchoumi
- Boukombe
- Kounadougou
- Dompago
- Ouaké
- Doumé
- Séméré
- Aledjo-Koura
- Penelan
- Bassila
- Tchetti
- Aplahoué
- Athiémé
- Adjaha
- Agbanaken
- Agoué
- Grand-Popo
- Hilakondji

### Togo
- Mandouri
- Grando Namoni
- Gando
- Sola
- Pagouda
- Kpékplémé
- Kétao
- Balanka
- Koussountou

## Vanjske poveznice
|  | Zajednički poslužitelj ima još gradiva o temi Beninsko-togoanska granica |